# Szvetlij (zárt város)
Szvetlij (cirill betűkkel Светлый) városi jellegű település Oroszországban, a Szaratovi területen. Zárt közigazgatási egység, korábbi elnevezése: Tatyiscsevo-5.

## Népesség
- 2002-ben 12 312 lakosa volt.
- 2010-ben 12 493 lakosa volt, melyből 10 539 orosz, 400 tatár, 334 ukrán, 177 baskír, 87 fehérorosz, 86 csuvas, 72 kazah, 70 mordvin, 43 udmurt, 41 örmény, 36 mari, 26 azeri, 23 lezg, 22 német, 18 avar, 15 dargin.